# 小寺雅夫
小寺 雅夫（こでら まさお、1956年12月21日 - ）は、日本の著作家、小説家。

## 経歴
島根県出身。同県浜田市在住。元日本国有鉄道職員、元西日本旅客鉄道社員。成蹊大学経済学部卒業。
国鉄労働組合員であり、慶応義塾大学の三田キャンパス内にある「三田文学会」の会員である。又JR西社員OBで組織する「西日本鉄道OB会」・国労OBで運営する「鉄道退職者の会」・国労出身議員を応援する各「議員後援会」の会員である。

## 著書＜小説・随筆・紀行・歴史・俳句・英文・文献・史料・写真・翻訳・評論・改訂・書簡＞
- たび日記 日本縦断JRの旅（2005年6月30日、西日本文化出版）ISBN 978-4-9312-2742-2
- 鉄道マンが行く日本縦断JR56の旅（2006年6月30日、南々社）ISBN 978-4-9315-2456-9
- 浜田城炎ゆ 長州戦争と松平武聰（2008年8月15日、渓水社）ISBN 978-4-8632-7027-5
- 浜田城炎ゆ　長州戦争と松平武聡「増補改訂版」（2010年12月25日、渓水社）ISBN978－4－86327－027－5
- 石州の歴史と遺産 -石見銀山領・浜田藩・津和野藩-（2009年9月18日、渓水社）ISBN 978-4-8632-7072-5
- 観て歩き石州の文化財 大田市・大森銀山・江津市・浜田市・益田市・津和野町（2011年2月３日、渓水社）ISBN 978-4-8632-7132-6
- 幕末の浜田藩（2012年6月15日、文芸社）ISBN 978-4-286-12029-4
- 海商、会津屋八右衛門（2013年6月15日、文芸社）ISBN 978-4-286-13781-0
- 鏡山お初（2015年1月15日、文芸社）ISBN 978-4-286-15780-1
- 古田騒動 (2016年5月15日、文芸社)ISBN 978-4-286-17149-4
- 一目でわかる長州藩史（2017年4月10日、西日本文化出版）
- 鉄道マンが行く2「JR36の旅」（2013年6月1日、西日本文化出版）
- 鉄道マンが行く3「JR15の旅」（2013年12月25日、西日本文化出版）
- 松平武聰公の往復書簡全集（2014年9月25日、西日本文化出版）
- 島根の中世の山城（2017年8月7日、西日本文化出版）ISBN　978－４－931227－43－９
- 世界最強の歩兵浜田２１連隊（2017年11月20日、西日本文化出版）ISBN　978－４－931227－44－６
- Ｗorld’ｓ　Ｍightiest　Infantry：Hamada　21st　Regiment（2017year　November　20day、NishiNihonBunkaPublication）ISBN　978－４－931227－45－３
- 浜田藩統治下の各豪族の古文書辞典（2018年12月10日、西日本文化出版）
- 浜田を代表する四人の偉人（２０１９年11月1日、小寺雅夫）
- 明治維新の偉人と世界遺産認定への道（２０２０年2月10日、小寺雅夫）
- 各地の有力な藩校と浜田の秘境再発見（２０２０年7月30日、小寺雅夫）
- 誇り高き石見の文化資産と俳句集（２０２１年1月20日、小寺雅夫）
- 石見の偉人全集（2021年５月２0日、小寺雅夫）
- 偉大なる浜田21連隊の真実（2021年7月23日、小寺雅夫）